# André Marie
André Marie (3. prosince 1897 Honfleur – 12. června 1974 Rouen) byl francouzský politik, představitel Radikální strany (Parti républicain, radical et radical-socialiste). V roce 1948 byl krátce premiérem Francie. Krom toho byl též ministrem spravedlnosti (1947–1948) a ministrem školství (1951–1954). V letech 1945–1974 byl starostou města Barentin.

## Životopis
Původně byl právníkem. V roce 1928 byl prvně zvolen do parlamentu (svůj mandát udržel až do roku 1962). Po napadení Francie Německem se zapojil do bojů, ale byl Němci zajat, takže se neúčastnil hlasování o vzniku vichistického režimu. Poté, co byl ze zajetí v roce 1941 propuštěn, vichistický režim odmítl a zapojil se do odboje, konkrétně do odbojové sítě Georges-France. Dne 12. září 1943 byl zatčen okupačními orgány a uvězněn v Compiègne, poté byl 16. prosince 1943 deportován do koncentračního tábora v Buchenwaldu, kde byl vězněn až do osvobození tábora americkou armádou dne 11. dubna 1945. Během věznění ztratil 30 kilogramů váhy a onemocněl záněty srdce a plic. Roku 1947 získal první funkci ve vládě. Stal se ministrem spravedlnosti, takže předsedal posledním státním soudům s kolaboranty. Byl na necelé dva měsíce jmenován i premiérem, poté se vrátil na post ministra spravedlnosti. Ten musel opustit po aféře, kdy byl jeho spolupracovník Pierre Brice obviněn ze získání bohatství při spolupráci s německými okupanty. Do vlády se vrátil v roce 1951 na pozici ministra školství. Jako silný zastánce veřejného školství prosadil zákon, který veřejné školy osvobodil od školného.